# Jutta von Holte (Äbtissin, † 1251)
Jutta von Holte  († 18. Juni 1251) war Äbtissin im Stift Nottuln und im Stift Metelen.

## Leben

### Herkunft und Familie
Jutta von Holte wuchs als Tochter des Edelherrn Wilhelm von Holte mit ihren Geschwistern Adolf (Vogt in Nottuln), Ludolf (Bischof von Münster), Wilhelm (Dompropst in Münster), Hermann (Abt im Kloster Corvey) und Wikbold in der Adelsfamilie derer von Holte auf. Wilhelm (Bischof von Münster), Wigbold (Erzbischof von Köln) waren ihre Neffen und Beatrix (Äbtissin in Essen) ihre Nichte. Juttas gleichnamige Großnichte war ebenfalls Äbtissin in Nottuln.

### Werdegang und Wirken
Jutta löste ihre Vorgängerin Bertradis im Jahre 1211 als Äbtissin ab.
Ihr Bruder Ludolf half ihr im Jahre 1238, das Kloster von der Schutzherrschaft der Edelvögte und Untervögte, die zu räuberischer Erpressung neigten, zu befreien. Sie kaufte von ihrem Bruder Adolf für 50 Mark die Vogtei und erhielt vom Bischof das Recht, nach eigenem Belieben Vögte ein- oder abzusetzen.
Es gelang ihr mit Ludolfs Unterstützung Güter zu erwerben, die aus einem bescheidenen Kloster eine Einrichtung mit beachtlicher Wirtschaftskraft werden ließen. So konnten hier 24 Präbenden vergeben werden.
Am 16. Juli 1246 erhielt sie von Ludolf  als Geschenk ein Haus in Münster.
Sie blieb bis zu ihrem Tode im Amt. Ihre Nachfolgerin war Gertrudis von Bentheim.